# Cros (empresa)
Cros fou una empresa química catalana, una de les principals d'Espanya al llarg de tot el segle xx fins a la dècada del 1980. Es fusionà amb la Unión de Explosivos de Rio Tinto el 1989, donant lloc a Ercros.

## Història

### Orígens
El 1817, François Cros Dupuy (1768-1831), natural de Montpeller, es va establir a Sants per a fabricar-hi aiguafort, caparrós i clorur d'estany, i el 1819, es va associar amb l'adroguer Baltasar Giraudier sota la raó social Francesc Cros, Giraudier i Cia. El despatx era a la botiga de Giraudier, situada al carrer dels Escudellers.
A la mort del fundador el 1831, va ser succeït pels seus dos fills Joan Timoleont (1805-1862), que en seria el director i soci majoritari, i Francesc Arístides Cros i Possel (1807-1894), sota la raó social Cros Germans i Giraudier. El 1836, el despatx es va traslladar al carrer Nou de Sant Francesc, 2.
Joan Timoleont Cros hi va incorporar àcid acètic i sabó de resina, que es feia servir en el blanqueig de cotó, així com també el nitrat de coure líquid, cianur de potassi, oli de llinosa i sosa càustica. A la seva mort, el negoci passà a mans del seu fill Amadeu Cros i Nubiola (1831-1916), que el 1866 va constituir una nova societat amb el seu nom i el 1874 traslladà la fàbrica a Badalona, a tocar de la platja i les vies del ferrocarril de Barcelona a Mataró. El 1878, va demanar permís per a obrir el carrer que porta el seu nom entre els del Sant Crist i la carretera de Madrid a La Jonquera (actualment carrer de Sants), a través dels terrenys de la fàbrica de Sants, segons el projecte del mestre d'obres Enric Figueras i Ribas.

### Societat anònima Cros
El 1904 es creà la societat anònima Cros amb un capital inicial de 7,5 milions de pessetes. La seva activitat es multiplicà gràcies a la segona onada de la revolució industrial, i el seu primer any obtingué uns beneficis de 409.000 pessetes, i amb els anys la xifra augmentà: el 1920 el seu capital era de 20 milions de pessetes i la rendibilitat de 4 milions; el 1947, el capital era de 200 milions i els guanys de 34 milions.
A la primera meitat de segle, al mercat espanyol només tenia un únic competidor, la Unión Española de Explosivos, fundada el 1896. La Cros fou una societat puntera a la borsa, tot i que els primers consells d'administració estigueren en mans d'unes poques famílies de l'alta burgesia amb interessos en el sector tèxtil i bancari. Pel que fa la seva direcció, els primers estatuts de l'empresa fixaren que Amadeu Cros (1906-1916) seria el seu president mentre així ho volgués, i se li assignaren 30.000 pessetes anuals de forma vitalícia, a banda del rendiment de les seves accions. Més endavant, s'introduí el sistema de l'elecció anual del president. A banda del seu fundador, en foren presidents Eduard Maristany i Gibert (1916-1941), Francesc Ripoll i Fortuño (1941-1958) o Josep Valls i Taberner (1958-1965).

### Creixement
L'empresa cresqué durant la Primera Guerra Mundial (1914-1918), que permeté expandir el mercat interior a causa de l'anul·lació de les importacions, i amb el canvi a les zones rurals, es començà a lucrar amb l'augment vertiginós de la venda d'adobs agrícoles. El 1926 s'incorporà un soci francès, l'Union Espagnole de Fabriques d'Engrais de Produits Chimiques et de Superphosphates, representada per Crèdit i Docks, que tenia la seva seu a París. Aquesta societat rebé el seu paquet d'accions i aportà a l'empresa les seves factories de València, Alacant i Màlaga, valorades en 6,4 milions de pessetes. El mateix any, l'empresa acordà la seva primera emissió d'obligacions, un total de 60.000 títols de 500 pessetes al 6% d'interès.
L'escalt de la Guerra Civil espanyola provocà que les fàbriques quedessin entre els dos bàndols: Badalona, València i Alacant amb els republicans, i Màlaga i Sevilla amb els nacionals. El president del consell decidí domiciliar-se a Burgos. Tanmateix, la postguerra significà una gran expansió comercial: la importació de fosfats arribà a les 542.000 tones (1931-1935), però es reduí a 231.000 (1941-1945), i malgrat que el país estava en la ruïna, es venia malgrat els preus alts. Tant és així que el 1946, la Cros arribà a tenir un capital de 200 milions de pessetes i durant molts anys gaudí d'una plàcida situació econòmica. El 1947, amb la Unión Española de Explosivos crearen Productos Químicos Ibéricos per a repartir-se els mercats i senyalar les seves àrees d'influència, la col·laboració anà en augment i el 1966 fins i tot tenien plans d'inversió comuns i organitzaven conjuntament la comercialització dels seus productes, arribant a un consens per arribar a acords més concrets sense arribar mai a produir-se una fusió, perquè ambdós exigien ostentar la presidència del teòric futur grup.
Cros tingué fàbriques a les següents poblacions: Badalona, Flix, Lleida, València, Palma, Madrid, Sevilla, Santander, la Corunya i Màlaga. A més, era part majoritària d'altres societats com l'empresa naviliera Transportes, Aduanas y Consignaciones (TAC), Agrocros, de productes químics agrícoles, Combustibles de Fabero de mines de carbó, la farmacèutica Doctor Andreu, l'elèctrica Electrometal·lúrgica de l'Ebre, o la de fertilitzants Indústries Químiques de Tarragona.

### Vers la fusió
Amb la fusió de la Unión Española amb la Compañía de Minas de Riotinto el 1969, la Cros es veié superada per molt pel que fa a competència i facturació, el 1987 el grup resultant de la fusió, Unión Explosivos Riotinto (ERT), la quintuplicava en beneficis. A més, el mercat s'enrarí, els preus eren els que s'autoritzaven des del govern i la creació de l'empresa pública d'adobs, Enfersa, tampoc fou vista amb bons ulls. Paral·lelament, als anys 1970, bona part del control de la societat anà a parar a mans d'una empresa italogrega, i el 1972 del Banco de Santander. Les fortes pèrdues provocades per l'activitat dels fertilitzants abocaren l'empresa una major diversificació i al tancament de les fàbriques d'Alacant i Sant Carles de la Ràpita. Finalment, el 1989 es fusionà amb l'ERT, que donà lloc a Ercros.